# Список памятников Ярославля

Памятники Ярославля
- Памятник Владимиру Ленину — памятник Владимиру Ильичу Ленину, основателю Советского государства, увеличенная копия памятника, стоящего перед главным фасадом Смольного дворца в Санкт-Петербурге с 1927 года; Красная площадь; 1939 год, скульптор В. В. Козлов, архитектор С. В. Капачинский.
- Памятник Владимиру Ленину — памятник Владимиру Ильичу Ленину, основателю Советского государства; на пересечении улицы Советской и проспекта Ленина; 1958 год, скульптор М. Ф. Листопад, архитектор В. Ф. Маров.
- Памятник жертвам белогвардейского мятежа — стела над братской могилой борцов за Советскую власть, павших в дни Ярославского восстания 1918 года; площадь Челюскинцев; 1958 год, архитекторы К. А. Козлова и М. Ф. Егоренков.
- Памятник Карлу Марксу — бюст основателю марксизма Карлу Марксу, вариант бюста, стоящего в Москве перед Большим театром с 1961 года; площадь Карла Маркса; 1972 год, скульптор Л. Е. Кербель, архитекторы Э. И. Хидиров и Ю. И. Вербицкий.
- Памятник Феликсу Дзержинскому — барельеф Феликсу Эдмундовичу Дзержинскому — основателю ВЧК, чьё имя носит Дзержинский район города; на пересечении Ленинградского проспекта и проспекта Дзержинского; 1977 год, скульптор Н. А. Кирсанов, архитекторы Я. П. Савина, М. М. Горелик.
- Памятник Георгию Димитрову — бюст деятелю болгарского коммунистического движения Георгию Димитрову; на пересечении улиц Победы и проспекта Октября; 1985 год, скульптор И. Методи.
- Памятник Михаилу Фрунзе — бюст советскому военному деятелю Михаилу Васильевичу Фрунзе, чьё имя носит Фрунзенский район города; на пересечении проспекта Фрунзе и Московского проспекта; 1986 год, скульптор А. А. Бичуков, архитектор С. Е. Новиков.
- Памятник Ярославу Мудрому — памятник основателю города князю Ярославу Мудрому; Богоявленская площадь; 1993 год, скульптор О. К. Комов, архитекторы Н. И. Комова и А. Р. Бобович.
- «Троица» — скульптурная композиция в честь тысячелетия распространения христианства на Руси на месте алтаря разрушенного в 1930-е годы Успенского собора (ныне возведён снова); 1995 год, художник Н. А. Мухин, скульптор И. Б. Трейвус.
- Демидовский столп — памятник Павлу Григорьевичу Демидову, основателю Ярославского училища высших наук; Демидовский сад, площадь Челюскинцев; 1829 год, воссоздан в 2005 году.
- Памятник Петру и Февронии — памятник благоверным князьям Петру и Февронии Муромским, покровителям семьи, любви и верности; Первомайский бульвар; 2009 год, скульптор К. Чернявский.
- Памятник Минину и Пожарскому — лидерам Второго народного ополчения; на территории Кирилло-Афанасиевского монастыря, 2019 год, автор — Н. А. Мухин[1].

- Памятники Ленину у Дома культуры Ярославского элетровозоремонтного завода имени Б. П. Бещева (ДК ЯЭРЗ, ДК «Магистраль»); на улице Промышленной и др.

- Памятник Фёдору Волкову
- Памятник Савве Мамонтову
- Памятник Николаю Некрасову
- Памятник Леониду Собинову
- Памятник Амет-Хану Султану
- Памятник Фёдору Толбухину
- Памятник Леониду Трефолеву
- Аллея полководцев
- Вечный огонь
- Воинское мемориальное кладбище
- Памятник жертвам радиационных аварий и катастроф
- Памятный знак городам-побратимам
- Часовня Казанской Богоматери
- Памятник копейке 1612 года. Установлен в 2013 году[2]

и другие.